# Luigi Ferraro (rugbista)
Luigi Ferraro (Firenze, 3 aprile 1982) è un ex rugbista a 15 italiano, di ruolo tallonatore, due volte campione d'Italia con Calvisano.

## Biografia
Cresciuto rugbisticamente nel CUS Firenze, con tale squadra esordì in serie A2 il 1º ottobre 2000 contro il Bologna e, dopo due stagioni a Firenze (11 mete in 43 presenze), fu ingaggiato dal Petrarca, con cui esordì sia nel Super 10 che in Challenge Cup.
Dal 2005 al 2010 militò per cinque stagioni nel Viadana, con il quale vinse nel 2007 la Coppa Italia e la Supercoppa; lo stesso anno esordì anche in Heineken Cup.
Fece parte delle nazionali giovanili Under-17, Under-18, Under-19 e Under-21, partecipando a due Coppe del Mondo Under-19, a 2 Sei Nazioni Under-21 e ad una Coppa del Mondo Under-21.
Benché non fu mai esordiente in nazionale maggiore, rappresentò l'Italia A a più riprese in qualità di capitano, anche nell'IRB Nations Cup 2009; fece parte anche della rosa dei selezionati del C.T. Nick Mallett per i test match di autunno 2009 e per il successivo Sei Nazioni 2010.
Con l'ammissione della FIR in Celtic League e la conseguente confluenza del Viadana nella neoistituita franchise degli Aironi, Ferraro entrò a farne parte. Terminato il contratto con gli Aironi, tornò al Firenze 1931 e durante la stagione fu uno degli allenatori dell'Under-16 fiorentina, raggiungendo le finali nazionali di categoria.
Al termine della stagione 2012-13 siglò un contratto che lo leghò alla squadra campione d'Italia del Calvisano per tre stagioni, durante le quali vinse due volte lo scudetto nel 2013-14 e nel 2014-15 e venne selezionato come permit player per le Zebre in Pro12. Nell'estate 2015 si accasò al Petrarca per due stagioni, terminando a Padova la carriera nel rugby a 15.
Dal 2017 è l'allenatore del Florentia, squadra militante nel campionato nazionale di serie B.

### Attività nel rugby a 13
Nel giugno 2010, grazie ad un accordo con la Firenze 1931, nacque il Magnifici Rugby League, club di rugby a 13 del quale fu giocatore, presidente e allenatore; militò nel campionato nazionale della FIRL e nella prima edizione del 2010 raggiunse la finale per il titolo. Dal 2012 al 2016 fu vicepresidente della Federazione Italiana Rugby League.

### Calcio storico fiorentino
Fiorentino di nascita, nel 2000 esordì nel calcio storico fiorentino, disputando negli anni più tornei di San Giovanni con gli Azzurri di Santa Croce.

## Palmarès
- Campionati italiani: 2
Calvisano: 2013-14, 2014-15
- Coppe Italia: 1
Viadana: 2006-07
- Trofei Eccellenza : 1
Calvisano: 2014-15
- Supercoppe d'Italia: 1
Viadana: 2007